# Justin Connolly
Pour les articles homonymes, voir Connolly.
Justin Riveagh Connolly, né le 11 août 1933 à Londres et mort le 29 septembre 2020 dans la même ville, est un compositeur et enseignant britannique.

## Biographie
Justin Connolly fréquente la Westminster School avant d'étudier brièvement le droit au Middle Temple avant de se décider pour une carrière musicale. Il est condisciple de Peter Racine Fricker au Royal College of Music dont il est diplômé et s'en va à l'université Yale aux États-Unis grâce à une bourse d'études Harkness à la fin des années 60. Il y étudie auprès du pianiste américain Mel Powell et y enseigne brièvement avant de rentrer au Royaume-Uni. Il enseigne pendant de nombreuses années au Royal College of Music puis au Royal Academy of Music avant de mettre un terme à son activité d'enseignant en 1995.
Sa musique se caractérise par un idiome extérieur moderniste bien que Justin Connolly professe une forte affinité avec la musique du XIXe siècle. Son style est scintillant, parfois pointilliste et souvent préoccupé par l'interaction de textures complexes et détaillées. Sa musique est rigoureusement conçue et explore souvent des idées liées à la philosophie, la littérature et l'histoire.
Parmi ses œuvres figurent un quintette pour cuivres Cinquepaces, deux Sonatinas pour piano solo, des concertos pour alto, orgue et piano (le dernier est une commande de la BBC créée en 2004), quatre cycles de chants sur des poèmes de Wallace Stevens et un certain nombre de pièces de musique de chambre. Sa musique est publiée chez Novello & Co (Music Sales).
Très estimé comme enseignant, il a eu Alwynne Pritchard (en) pour élève.